# Izba

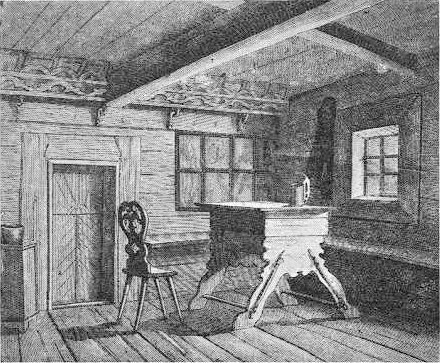
Izba w chacie polskich górali pod Tatrami

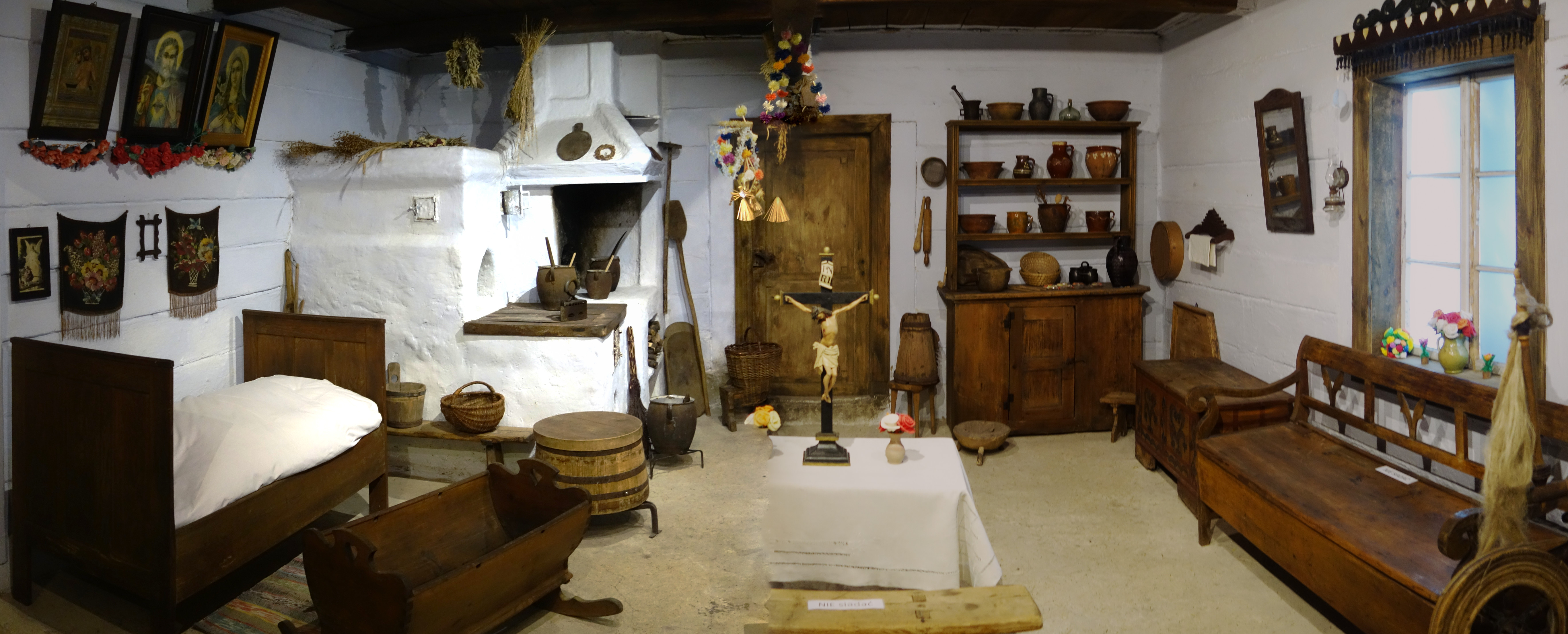
Rekonstrukcja chłopskiej izby mieszkalnej

Izba (w języku staropolskim: istba) – pierwotnie nazwa komórki, łaźni; niegdyś oznaczała całą chatę składającej się z jednej izby. Z czasem zaczęto określać mianem izby każde pomieszczenie mieszkalne w wiejskim domu; współcześnie – pomieszczenie, które w lokalu mieszkalnym spełnia zdefiniowane na potrzeby GUS warunki.
Od pierwotnego znaczenia – pomieszczenia, komnaty, lokalu – izbami nazywane są też instytucje obradujące kolegialnie w pewnej określonej sali. Tak, mianowicie, mówi się o izbach prawodawczych w znaczeniu parlamentu, o izbie sądowej, jako trybunale, o izbie handlowej, rolniczej itp.

## Historia
W chłopskich chałupach początkowo izba była dymna (kurna), z otwartym paleniskiem pośrodku pomieszczenia. Następnie w rogu izby pojawia się piec, początkowo również bez komina. Wraz z rozwojem i zamożnością społeczeństwa zaczęły pojawiać się w izbie, meble, ławy, tapczany i łóżka. Całości dopełniały stoły, zydle oraz skrzynie na rozmaite przedmioty. Ozdoby w chłopskich izbach pojawiły się dość późno, były to przede wszystkim obrazy malowane na szkle i drzeworyty.
W okresie do rozbiorów Polski na Zamkach Królewskich w Krakowie i Warszawie były również izby królewskie, izby sejmowe, izby senatorskie i izby poselskie.